# Gallinula silvestris
La gallereta de San Cristobal o gallineta de San Cristóbal (Gallinula silvestris) es una especie de ave gruiforme de la familia Rallidae endémica de las Islas Salomón. Sus hábitats naturales son los bosques tropicales húmedos. Se encuentra amenazada  por la destrucción de hábitat.